# Chukwudi Iwuji
Chukwudi Iwuji (Nigeria, 15 de octubre de 1975) es un actor nigeriano-británico. Es artista asociado de la Royal Shakespeare Company.

## Primeros años y educación
Iwuji es uno de los cinco hermanos nigerianos nacidos de padres diplomáticos. Cuando Iwuji tenía 10 años, se unieron a las Naciones Unidas, y la familia se trasladó a Etiopía. A los 12 años, Iwuji fue enviado a un internado en Inglaterra. Entre 1987 y 1993, fue alumno de la Caterham School, en Surrey. Fue elegido director de la escuela, siendo el primer estudiante negro en serlo en la historia del centro. Después asistió a la Universidad de Yale y se licenció en economía en 1997. Asistió al Programa de Formación Teatral Profesional (PTTP) en La Universidad de Milwaukee - Wisconsin en 2000. A continuación, se trasladó de nuevo al Reino Unido.

## Teatro
Iwuji comenzó a actuar en la Royal Shakespeare Company en 2001.  Tuvo papeles en la producción de Edward Hall de Julio César y como Claudio en Hamlet, ambos en 2001. En 2002, interpretó a Fenton en Las alegres comadres de Windsor y a Aufidio en Coriolano. En 2006, sustituyó a David Oyelowo en el papel principal de la trilogía Henry VI en la reposición del proyecto This England: The Histories. Iwuji describió el papel: "En Enrique VI, la musicalidad es diferente: los pensamientos están muy estructurados".
En 2013, Iwuji interpretó a Enobarbus en la obra de temática caribeña Antonio y Cleopatra dirigida por Tarell Alvin McCraney que fue una producción conjunta entre la RSC y The Public Theater de Nueva York.  En 2014, interpretó a Edgar en Rey Lear. En 2016, interpretó a Hamlet para la Unidad Móvil de The Public, y describió su interpretación del papel como "esta bestia fea e implacable que está a punto de ser desatada."
En 2018, protagonizó el papel de Otelo en el Delacorte Theater para Shakespeare in the Park frente a Corey Stoll como Iago,  y como Blanke en The Low Road en el Public. Iwuji ha trabajado con otros numerosos teatros. En 2002, participó en la obra Bacchai de Peter Hall en el Royal National Theatre. Interpretó a Booth en Topdog/Underdog Christy en Playboy of the Western World en el Abbey Theatre de Dublín, Julian en la producción de Thea Sharrock de The Misanthrope, y actuó en el gran reparto de The Vote en el Donmar Warehouse en 2015. Actuó en el Royal National Theatre en Welcome to Thebes en 2010, el Old Vic en un 2011 Richard III,  en 2014 fuera de Broadway en Tamburlaine por el que el crítico teatral Ben Brantley lo calificó de "sobresaliente", y en 2016-17 con el director Ivo van Hove tanto en Obsesión como en Hedda Gabbler.

## Televisión
Iwuji apareció en varias series, entre ellas la de Barry Jenkins de 2021 El ferrocarril subterráneo. En 2018, se convirtió en serie regular en el drama legal The Split. Ese año, interpretó al Rey de Francia para la grabación de la BBC de Rey Lear protagonizada por Anthony Hopkins, Emma Thompson y Florence Pugh. Tuvo un papel recurrente en Cuando nos ven de Netflix y Superviviente designado en 2019, y protagonizó Peacemaker en 2022. Ha interpretado el papel de Osita Halcrow en la serie The Day of the Jackal (2024).

## Cine
Iwuji participó en la película de 2016, Barry, e interpretó a Akoni en John Wick: Chapter 2 en 2017. En 2022 participó en la serie Peacemaker. En 2023 interpretó al Alto Evolucionador en la película Guardianes de la Galaxia Vol. 3.

## Premios
- 2018 Lucille Lortel - nominado a Actor principal en una obra de teatro[14]

- 2018 - Ganador del Premio Obie - Actuación por The Low Road'[15]

- Nominada al premio Drama League 2018, Actuación Distinguida por The Low Road[16]

## Vida personal
Iwuji vive en Nueva York con su esposa, la actriz y cantante Angela Travino.